# Pucallpa
Pucallpa é uma cidade do Peru, capital do departamento Ucayali e da província de Coronel Portillo. Tem cerca de 270 mil habitantes.

## Geminação
- Condado de Miami-Dade